# Pensacola Ice Pilots
Pensacola Ice Pilots – amerykański klub hokejowy z siedzibą w mieście Pensacola. Założony został w roku 1996, po przeprowadzce klubu Nashville Knights do Pensacoli. Występował w rozgrywkach ECHL. Rozwiązany w 2008 roku.
Był filią zespołów NHL – Tampa Bay Lightning, Toronto Maple Leafs, Chicago Blackhawks, New York Islanders (2006–2007) oraz zespołu AHL – Bridgeport Sound Tigers. 

## Osiągnięcia
- Mistrzostwo dywizji: 2005
- Mistrzostwo konferencji: 1998
- Mistrzostwo w sezonie zasadniczym: 2005
- Finał ECHL o Kelly Cup: 1998